# Mayerling
Pour les articles homonymes, voir Mayerling (homonymie).
Mayerling est un village de Basse-Autriche, dépendant de la commune d'Alland, dans le district de Baden. Son pavillon de chasse est connu pour être le lieu du drame de Mayerling, soit la mort dans des circonstances mystérieuses du prince héritier Rodolphe d'Autriche et de la baronne Marie Vetsera le 30 janvier 1889.

## Géographie
Le hameau est situé dans les montagnes du Wienerwald (« les bois de Vienne ») sur les rives de la rivière Schwechat, à 24 km au sud-ouest de Vienne. La route reliant le centre d'Alland à Baden, à environ 12 kilomètres et demi au sud-est, traverse le quartier.

## Histoire
La vallée de la Schwechat était déjà peuplée à l'âge néolithique. Une première église en bois à Alland fut érigée au XVIIIe siècle ; en 1002, les domaines dans le margraviat d'Autriche faisaient partie d'un don du roi Henri II au margrave Henri de Babenberg. Le manoir de Mayerling est mentionné pour la première fois sous le nom de murlingen dans un acte de 1136. Dès le XIIe siècle, il est la possession de l'abbaye de Heiligenkreuz au sud, fondée par le margrave Léopold III d'Autriche en 1133. Une église consacrée au saint Laurent date du XVe siècle.
Le village est rattaché à la municipalité d'Alland en 1972.

### Le drame de Mayerling

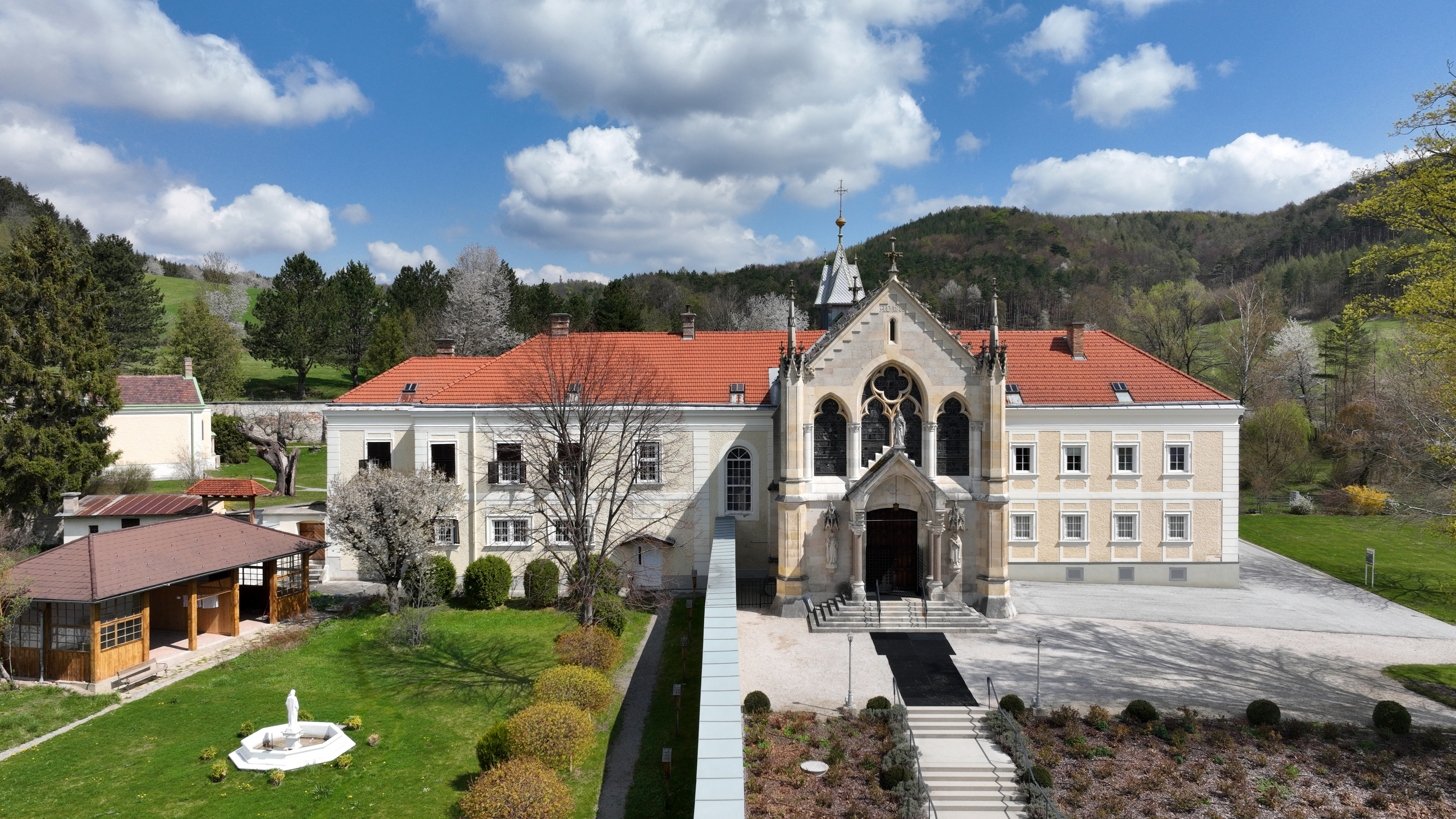
L'église Notre-Dame-du-Mont-Carmel.

En 1886, Rodolphe d'Autriche, fils unique de l'empereur  François-Joseph Ier d'Autriche et de l'impératrice Élisabeth, et héritier de la couronne austro-hongroise, acquiert le manoir du village qu'il fit transformer en pavillon de chasse. C'est dans ce pavillon que, le 30 janvier 1889, il est retrouvé mort avec sa maîtresse, la jeune baronne Marie Vetsera. Le mystère demeure concernant les causes exactes de leur mort. 
Après ce drame, la famille impériale a tout fait pour camoufler le drame. François-Joseph fit démolir la partie du château où se trouvait le lieu du suicide-assassinat et bâtir à sa place un monastère selon les plans de l'architecte Josef Schmalzhofer, occupé par des carmélites déchaussées le 15 décembre 1889. Plus tard, l'empereur a légué les bâtiments de ferme à l'ordre des Franciscaines de la charité chrétienne.
Aujourd'hui, le château et le couvent des Carmelites constituent une attraction touristique en Autriche et abritent un musée. Des messes de Requiem sont encore célébrées en mémoire du prince héritier Rodolphe.